# Grocon
Cet article possède des paronymes, voir Glaucon, Gros con et Gros-con.
Grocon Pty Ltd est une grande entreprise de construction australienne basée à Melbourne, fondée par et appartenant à la famille Grollo. Elle est connue pour la construction de plusieurs bâtiments remarquables à Melbourne, y compris les Eureka Tower et Rialto Towers. Daniel Grollo, "joint managing director", est aussi membre du directoire du "Green Building Council of Australia" (conseil de construction verte d'Australie).

## Projets complétés

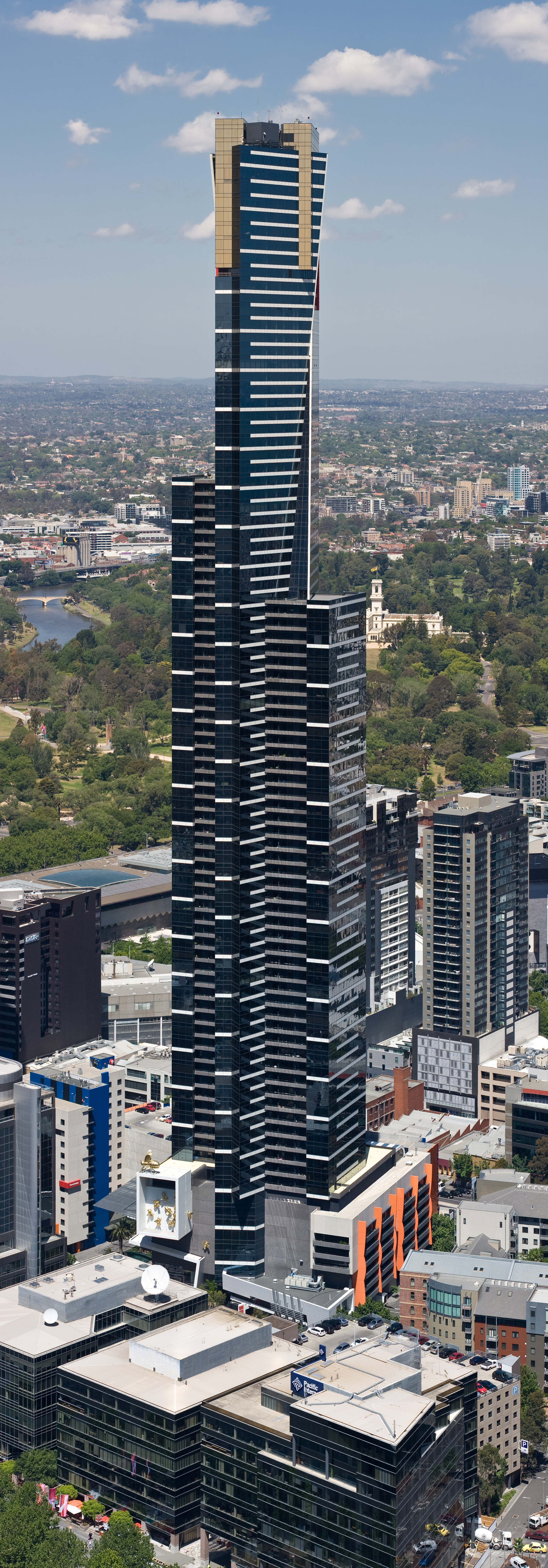
Eureka Tower, Southbank, Melbourne

À Melbourne, les projets actuellement[Quand ?] réalisés sont 101 Collins Street, 120 Collins Street, Crown Casino and Entertainment Complex, Rialto Towers et la tour de 300 m Eureka Tower. Grocon a développé un « village urbain » à Melbourne nommé Queen Victoria Village.
À Sydney, les projets réalisés sont Horizon Apartments, The Peak Apartments, World Tower ANZ Bank Center et Governor Phillip Tower.